# 1-芘甲胺
1-芘甲胺是一种有机化合物，化学式为C17H13N。它可由1-芘甲醛、α-氨基-α-甲基苯乙酸钾和DBU在硫酸镁存在下于1,4-二氧六环中加热反应制得；或由1-芘甲醛在钌配合物催化下和乙酸铵、氨、氢气反应得到。它和三光气反应，可以得到异氰酸-1-芘甲酯。